# Contea di Qusum
La contea di Qusum (曲松县S, Qūsōng XiànP) è una contea della Cina, situata nella Regione Autonoma del Tibet e amministrata dalla prefettura di Shannan.